# Talgjount
Talgjount  (in arabo تالكجونت‎?) è un centro abitato e comune rurale del Marocco situato nella provincia di Taroudant, regione di Souss-Massa. Conta una popolazione di 5 816 abitanti (censimento 2014).